# Каїнари (залізничне селище)
Каїнари (рум. Căinari) — залізничне селище в Молдові в Каушенському районі. Входить до складу комуни, центром якої є місто Каїнари.
| Молдова | Це незавершена стаття з географії Молдови. Ви можете допомогти проєкту, виправивши або дописавши її. |